# Іст-Рочестер (Огайо)
Іст-Рочестер (англ. East Rochester) — переписна місцевість (CDP) в США, в окрузі Коламбіана штату Огайо. Населення — 224 особи (2020).

## Географія
Іст-Рочестер розташований за координатами 40°44′58″ пн. ш. 81°2′24″ зх. д. / 40.74944° пн. ш. 81.04000° зх. д. (40.749487, -81.039942).  За даними Бюро перепису населення США в 2010 році переписна місцевість мала площу 1,10 км², уся площа — суходіл.

## Демографія
Згідно з переписом 2010 року, у переписній місцевості мешкала 231 особа в 83 домогосподарствах у складі 65 родин. Густота населення становила 209 осіб/км².  Було 95 помешкань (86/км²).
Расовий склад населення:
| - 98,7 % — білих - 1,3 % — чорних або афроамериканців |

До двох чи більше рас належало 0,0 %. Частка іспаномовних становила 0,4 % від усіх жителів.
За віковим діапазоном населення розподілялося таким чином: 27,3 % — особи молодші 18 років, 59,3 % — особи у віці 18—64 років, 13,4 % — особи у віці 65 років та старші. Медіана віку мешканця становила 35,1 року. На 100 осіб жіночої статі у переписній місцевості припадало 104,4 чоловіків;  на 100 жінок у віці від 18 років та старших — 102,4 чоловіків також старших 18 років.
Медіана доходів становила 38 203 долари для чоловіків та 38 750 доларів для жінок. 
Цивільне працевлаштоване населення становило 154 особи. Основні галузі зайнятості: виробництво — 39,6 %, транспорт — 22,7 %, освіта, охорона здоров'я та соціальна допомога — 20,1 %.